# Magny-la-Fosse
 Magny-la-Fosse  là một xã ở tỉnh Aisne, vùng Hauts-de-France thuộc miền bắc nước Pháp.